# Valeria Zanoli
Valeria Zanoli (Quistello, 10 febbraio 1984) è una cestista italiana.
Guardia di 172 cm, ha giocato in Serie A1 con La Spezia e Cavezzo, squadra per la quale milita tuttora in Serie B, girone Emilia Romagna.

## Carriera

### Nei club
Cresciuta nel Basket Cavezzo, nel 2003-04 è stata ceduta in prestito alla TermoCarispe La Spezia. Con la squadra ligure ha disputato anche l'EuroCoppa. Tornata a Cavezzo, ha conquistato la promozione in Serie A1 nel 2004-05. Ha saltato l'ultima parte della stagione 2006-07 per un infortunio e Cavezzo intanto è retrocessa nuovamente in Serie A2. Nella primavera 2009 ha conquistato la seconda promozione nella massima serie in carriera, poi vanificata dalla rinuncia all'iscrizione nella massima serie.
Dall'estate del 2009 gioca in Serie A2 con la Libertas Basket Bologna. Con le emiliane ha vinto due Coppa Italia di Serie A2: nel 2010 e nel 2012.
Nel 2012-2013 passa a Vigarano, con cui ha vinto la Coppa Italia di Serie A3 ed è stata la MVP del trofeo. È stata promossa inoltre in Serie A2.

### In Nazionale
Ha giocato con la nazionale italiana giovanile nel 2002 e 2004 e nel 2007 ha esordito anche in quella maggiore. È tornata in nazionale grazie a Gianni Lambruschi, che l'ha convocata per l'Europeo del 2007. In totale conta 23 presenze e 73 punti.

## Statistiche

### Cronologia presenze e punti in Nazionale
| Cronologia completa delle presenze e dei punti in Nazionale - Italia | Cronologia completa delle presenze e dei punti in Nazionale - Italia | Cronologia completa delle presenze e dei punti in Nazionale - Italia | Cronologia completa delle presenze e dei punti in Nazionale - Italia | Cronologia completa delle presenze e dei punti in Nazionale - Italia | Cronologia completa delle presenze e dei punti in Nazionale - Italia | Cronologia completa delle presenze e dei punti in Nazionale - Italia | Cronologia completa delle presenze e dei punti in Nazionale - Italia |
| Data                                                                 | Città                                                                | In casa                                                              | Risultato                                                            | Ospiti                                                               | Competizione                                                         | Punti                                                                | Note                                                                 |
| -------------------------------------------------------------------- | -------------------------------------------------------------------- | -------------------------------------------------------------------- | -------------------------------------------------------------------- | -------------------------------------------------------------------- | -------------------------------------------------------------------- | -------------------------------------------------------------------- | -------------------------------------------------------------------- |
| 26-7-2007                                                            | Cavalese                                                             | Italia                                                               | 55 - 61                                                              | Russia                                                               | Amichevole                                                           | 0                                                                    | [ 10 ]                                                               |
| 27-7-2007                                                            | Cavalese                                                             | Italia                                                               | 85 - 76                                                              | Russia                                                               | Amichevole                                                           | 6                                                                    | [ 11 ]                                                               |
| 12-8-2007                                                            | Bormio                                                               | Italia                                                               | 63 - 59                                                              | Bulgaria                                                             | Torneo amichevole                                                    | 0                                                                    | [ 12 ]                                                               |
| 13-8-2007                                                            | Bormio                                                               | Italia                                                               | 85 - 67                                                              | Turchia                                                              | Torneo amichevole                                                    | 7                                                                    | [ 13 ]                                                               |
| 14-8-2007                                                            | Bormio                                                               | Italia                                                               | 60 - 63                                                              | Russia                                                               | Torneo amichevole                                                    | 2                                                                    | [ 14 ]                                                               |
| 17-8-2007                                                            | Bormio                                                               | Italia                                                               | 83 - 60                                                              | Slovenia                                                             | Amichevole                                                           | 16                                                                   | [ 15 ]                                                               |
| 18-8-2007                                                            | Bormio                                                               | Italia                                                               | 62 - 55                                                              | Slovenia                                                             | Amichevole                                                           | 3                                                                    | [ 16 ]                                                               |
| 28-8-2007                                                            | Kuşadası                                                             | Turchia                                                              | 65 - 57                                                              | Italia                                                               | Torneo amichevole                                                    | 5                                                                    | [ 17 ]                                                               |
| 29-8-2007                                                            | Kuşadası                                                             | Lituania                                                             | 83 - 62                                                              | Italia                                                               | Torneo amichevole                                                    | 2                                                                    | [ 18 ]                                                               |
| 30-8-2007                                                            | Kuşadası                                                             | Serbia                                                               | 82 - 68                                                              | Italia                                                               | Torneo amichevole                                                    | 6                                                                    | [ 19 ]                                                               |
| 7-9-2007                                                             | Porto San Giorgio                                                    | Italia                                                               | 83 - 74                                                              | Belgio                                                               | Torneo amichevole                                                    | 5                                                                    | [ 20 ]                                                               |
| 8-9-2007                                                             | Porto San Giorgio                                                    | Italia                                                               | 82 - 78                                                              | Rep. Ceca                                                            | Torneo amichevole                                                    | 0                                                                    | [ 21 ]                                                               |
| 9-9-2007                                                             | Porto San Giorgio                                                    | Italia                                                               | 63 - 60                                                              | Turchia                                                              | Torneo amichevole                                                    | 5                                                                    | [ 22 ]                                                               |
| 15-9-2007                                                            | Cervia                                                               | Italia                                                               | 88 - 101 dts                                                         | Croazia                                                              | Torneo amichevole                                                    | 3                                                                    | [ 23 ]                                                               |
| 16-9-2007                                                            | Cervia                                                               | Italia                                                               | 71 - 60                                                              | Germania                                                             | Torneo amichevole                                                    | 3                                                                    | [ 24 ]                                                               |
| 17-9-2007                                                            | Cervia                                                               | Italia                                                               | 51 - 61                                                              | Francia                                                              | Torneo amichevole                                                    | 2                                                                    | [ 25 ]                                                               |
| 20-9-2007                                                            | Cervia                                                               | Italia                                                               | 57 - 50                                                              | Turchia                                                              | Amichevole                                                           | 0                                                                    | [ 26 ]                                                               |
| 25-9-2007                                                            | Chieti                                                               | Italia                                                               | 65 - 55                                                              | Grecia                                                               | EuroBasket 2007 - Prima fase Girone C                                | 5                                                                    | [ 27 ]                                                               |
| 26-9-2007                                                            | Chieti                                                               | Italia                                                               | 48 - 64                                                              | Francia                                                              | EuroBasket 2007 - Prima fase Girone C                                | 0                                                                    | [ 28 ]                                                               |
| 1-10-2007                                                            | Ortona                                                               | Italia                                                               | 64 - 43                                                              | Serbia                                                               | EuroBasket 2007 - Seconda fase Girone F                              | 0                                                                    | [ 29 ]                                                               |
| 3-10-2007                                                            | Ortona                                                               | Italia                                                               | 51 - 66                                                              | Bielorussia                                                          | EuroBasket 2007 - Seconda fase Girone F                              | 0                                                                    | [ 30 ]                                                               |
| Totale                                                               |                                                                      | Presenze                                                             | 21                                                                   |                                                                      | Punti                                                                | 70                                                                   |                                                                      |

## Palmarès
- Campionato italiano di Serie A2: 3
Basket Cavezzo: 2004-2005, 2008-2009; Pall. Vigarano: 2013-2014
- Campionato italiano di Serie A3: 1
Pall. Vigarano: 2012-2013
- Coppa Italia di Serie A2: 2
Libertas Bologna: 2010, 2012
- Coppa Italia di Serie A3: 1
Pall. Vigarano 2008: 2013